# Anders K. Jacobsen
Anders Kvindebjerg Jacobsen (født 27. oktober 1989) er en dansk fodboldspiller, der spiller i Vejle Boldklub. Han er angriber og har fået øgenavnet "AK47", på grund af sine initialer og sin skarphed foran målet.

## Karriere

### Odense Boldklub (-2010)
Han underskrev i sommerpausen 2007 en tre-årig fuldtidskontrakt med Odense Boldklub, indtil da spillede han på danmarkserieholdet, hvor han scorede 15 mål i 13 kampe, og havde dermed en stor andel i oprykningen af OB's andethold til 2. division.
Den 22. juli 2007 fik Anders K. Jacobsen debut for Odense Boldklub, da han kom på banen i holdets 2-0 sejr ude over AGF i stedet for David Nielsen.
I efteråret 2008 blev Jacobsen udlejet til Vejle BK. Lejeopholdet i Vejle BK blev dog ikke en succes og i november 2008 blev Jacobsen fyret i Vejle pga. disciplinære problemer. Jacobsen nåede derfor ikke at optræde en eneste gang på Vejles førstehold.
Han fik ikke sin kontrakt forlænget i OB da den udløb i sommeren 2010.

### Næstved BK
Næstved hentede ham på fri transfer i foråret 2010, han fik en to-årig kontrakt for "de grønne". 
 Han forlod Næstved BK allerede efter et halvt år, da han blev enige med klubben om at ophæve samarbejdet med øjeblikkelig virkning i december 2010.

### Næsby BK
Efter bruddet med Næstved BK, skiftede Jacobsen til Næsby BK, hvor han også spillede som ungdomspiller. Opholdet i 2. divisionsklubben blev en succes for Jacobsen, der for alvor fik gang i målscoringen og tiltrak sig interesse fra klubber på højere niveau, hvilket blandt andet førte til en prøvetræning i Superligaklubben Silkeborg IF

### FC Fredericia
Det blev dog 1. divisionsklubben FC Fredericia, der løb med Anders K. Jacobsens underskrift. Han fik en to-årig kontrakt med klubben i maj 2012.

### AaB
Den 30. juli 2013 skiftede han fra FC Fredericia til AaB der opfyldte hans frikøbsklausul. Kontrakten med AaB gjaldt frem til den 31. december 2015. Han scorede sit første mål for AaB mod FC Midtjylland i sin 4. superligakamp for klubben. Han scorede også i de 2 efterfølgende superligakampe mod Brøndby IF og SønderjyskE. 

### Odense Boldklub (2015-2020)
I sommeren 2015 vendte han tilbage til OB, som han allerede havde skrevet kontrakt med gældende fra årsskiftet 2015/2016, men parterne blev enige om at fremskynde skiftet, så det fik virkning fra 14. august 2015.

## Landsholdskarriere
Jacobsen har spillet 12 ungdomslandskampe med et mål til følge.

## Titler
- AaB
  - Superligaen: 2013/14
  - DBU Pokalen: 2014

- SønderjyskE
  - Sydbank Pokalen: 2020